# Nižná Šebastová
Nižná Šebastová (do roku 1948 Nižný Šebeš, maďarsky Alsósebes) je bývalá samostatná obec, od roku 1970 městská část Prešova, spadající pod územní obvod č 3. V rámci Prešova tvoří samostatné katastrální území.
V Nižné Šebastové se nachází několik historických a kulturních památek. Nejvýznamnějšími jsou renesanční zámeček s opevněním z první poloviny 17. století. Další významnou historickou památkou je původně františkánský kostel a klášter pocházející také z první poloviny 17. století. Obě památky se nacházejí na Slanské ulici. Na zmiňované ulici se nachází i státní archiv Ministerstva vnitra SR. Za zámečkem na Ľubotické ulici se nachází poměrně rozsáhlý park pod názvem Panská zahrada. Centrem Nižné Šebastové je již zmiňovaná Slanská ulice s odpočinkovou zónou a parkem sv. Jana Nepomuckého.
V severní části Nižné Šebastové se nacházejí bývalé lázně Išľa.

## Doprava
Hlavní dopravní tepnou Nižné Šebastové je čtyřproudová Vranovská ulice, kterou vede silnice 1. třídy I/18 a mezinárodní silnice evropského významu E371 vedoucí z Popradu do Vranova nad Topľou. Městská hromadná doprava je zajištěna páteřní trolejbusovou linkou č. 1 a autobusovými linkami 13 a 21.